# Прозоровский, Семён Васильевич
Князь Семён (Симеон) Васильевич Прозоровский (ок. 1586 — 14 сентября 1659) — русский военный и государственный деятель, рында, стольник, воевода, окольничий и боярин в Смутное время и во времена правления Михаила Фёдоровича и Алексея Михайловича.
Из княжеского рода Прозоровских. Старший сын князя Василия Александровича Прозоровского и княжны Аграфены Ивановны Шуйской, родной сестры царя Василия Шуйского.
Братья — князья Иван и Матвей Прозоровские.

## Биография
В 1607 году рында с государевым сайдаком, во время похода его родного дяди царя Василия Шуйского на Тулу и Алексин, где он назван стольником у «Царского конья». В день свадьбы царя Василия Шуйского с княжной Марией Петровной Буйносовой-Ростовской 17 января 1608 года, был десятым в свадебном поезде и «наряжал вина» при государевом столе в Грановитой палате. В этом же году, в мае участвовал при представлении Государю польских послов, рында с государевым копьём в походе на Ходынку против Тушинского лагеря.
В 1609 году послан первым воеводою отряда на помощь Коломне против бунтовщиков, разбил отряд пана Хмелёвского, укрепил город, в бою под городом разбил на голову отряды бунтовщиков, а многих пленил. В этом же году рында при представлению Государю Сендомирского, а после отправлен Государём из Москвы в Нижний Новгород к боярину Шереметьеву с милостивым словом за покорение многих городов и повелением спешно идти с войском к Москве.
После низложения Шуйского в 1610 году, воевал в окрестностях Ростова и Романова-Борисоглебска до присоединения к ополчению князя Пожарского. В 1611 году показан в стольниках, и послан воеводою в войска князя Черкасского против гетмана Я. К. Хоткевича. В 1612 году упоминается в войсках князя Пожарского, участвовал в освобождении столицы. Взял приступом Китай-город и принудил неприятеля уйти в московский Кремль.
Подписался двадцать девятым на грамоте об избрании на царство Михаила Романова. В 1613 году отправлен из Ярославля первым воеводой в Тихвин, во главе немногочисленного гарнизона успешно оборонял город от шведов до прибытия дополнительного русского войска. За оборону города награждён позолоченным кубком и собольей шубой.
Весной 1613 года отряды русского ополчения под командованием князя Симеона Прозоровского и Леонтия Вельяминова в 50 верстах от Боровичей, около села Устрека, на истоке реки Уверь из озера Коробожа, разбили шведов. «Бысть сеча зла и побежа проклятые немцы…. и мнози от них побиении быже».
Позже Прозоровский служил воеводой в других городах, В 1614 местничал с князем Куракиным по поводу назначения в рынды, с этого же года исполнял почётные должности на приёмах иноземных послов, занимался укреплением обороны на границах, обменом пленными. В 1616 году первый воевода в Москве у Покровских ворот, а после послан вторым воеводою помощных войск к другим воеводам под Смоленск. В этом году имел поместный оклад 1200 четвертей и 170 рублей. В 1617 году разбил под Дорогобужем польско-литовскую армию, после послан из Дорогобужа в Словожу, а после велено ему помогать смоленскому острогу вторым воеводою. В этом же году исполнял должность рынды при представлении Государю английского и датского послов. В 1617 году начинает активно местничать, что ему, как активному тушинцу и побратиму гетмана Я. П. Сапеги, видимо стоило немало трудов отстаивать свой и так понизившийся статус. В двух случаях он проигрывает — С. И. Меньшому-Волынскому и Г. И. Бархатову-Кокореву, а в двух выигрывает — у князя Г. В. Тюфякина и Б. М. Нагого. В январе 1618 года рында при представлении персидского посла, а после послан вторым воеводою за Москву-реку в связи в литовскою угрозою. Осенью того же года принял участие в обороне Москвы от войск королевича Владислава. В 1619 году второй воевода Большого полка в Рязани, а после первый осадный воевода в Москве за Яузой. В 1620—1622 годах воевода в Астрахани. В 1625 году воевода в Вязьме. В 1627—1629 годах московский дворянин. В 1627 году его оклад достигает почти максимума для его чина — 210 рублей. В 1627—1629 годах первый воевода в Путивле. В марте 1630 года пожалован в окольничие, с окладом сначала 300 рублей, а в 1636 году 350 рублей. В этом же году, в июле обедал у Государя по поводу рождения дочери царевны Анны Михайловны, в августе с Государём обедал у патриарха. В 1631 году участвовал в походе с князем Черкасским, откуда послан в Калугу разбирать дворян, а в мае обедал у Государя в честь именин Государыни, откуда послан на размен с крымцами. В феврале 1632 года представлял в Грановитой палате турецкого посла и привезённые им дары, выполнял данные функции в течение года. В этом же году в апреле отправлен первым воеводою в Ржев, где велено собирать ратных людей и идти с ними к Смоленску воеводою Передового полка.
В ноябре 1633 года приступом взял у поляков город Белую, за что пожалован золотым. За неудачи во время Смоленской войны в 1632—1633 годах обвинён в измене, но его спасло заступничество царицы Евдокии, а также свидетельства ратников о его мужестве под Смоленском. Смертный приговор был заменён ссылкой в Нижний Новгород, однако уже через месяц Прозоровский был возвращён в Москву для ратной и посольской службы.
В 1634 году воевода в войсках под Смоленском, где разбил литовцев. В марте 1635 года в Вербное воскресенье обедал с патриархом в его столовой келье, в этом же месяце обедал с Государём, в апреле представлял персидского посла в Золотой палате, а в мае обедал с Государём и послов в Грановитой палате. В этом же году, в июле встречал вторым привезённый из Польши гроб царя Василия Шуйского. В 1636 году неоднократно представлял послов и посланников, обедал у Государя и патриарха. В сентябре 1637 года ехал перед Государём для установки станов, во время государева богомолья в Троице-Сергиев монастырь, в ноябре при богомолье государя в Николо-Угрешский монастырь и село Рубцово.
В 1638 году первый воевода в Москве за Яузой в связи с крымской и нагайской угрозою, потом послан Разрядным приказом воеводой на венёвский отрезок Засечной черты, который сумел значительно укрепить. В 1639 году первый судья в Московском Судном приказе . В 1640 году вновь отправлен Государём для установки станов во время его богомолья в Троице-Сергиев монастырь. В 1640—1641 годах воевода в Короче. В 1642—1643 и 1647—1649 годах первый судья в Ямском приказе.
В июле 1645 года приводил вторым к присяге бояр, окольничих, стольников и другие чины в верности новому царю Алексею Михайловичу. В 1646 году первый воевода в Мценске в связи с турецкой угрозою, а после велено ему идти с войском под Курск против крымцев. В августе 1646 года пожалован в бояре. В сентябре 1647 года оставлен вторым ведать Москву на время царской охоты на медведя. В январе 1648 года, во время бракосочетания царя Алексея Михайловича с Марфой Ильиничной Милославской сидел вторым за столом с государевой стороны.
В июле 1648 года определён вторым для подготовки Соборного уложения. В 1649—1651 годах послан первым воеводою в Путивль по сообщениям о походе крымцев на поляков. В мае 1654 года послан вторым воеводою Большого полка в Вязьму перед государевым походом. В ноябре 1658 года обедал с Государём, где за прежние службы пожалован шубою, серебряным кубком и придачей к окладу.
Умер в 1659 году. Перед смертью принял схиму под именем Сергий. Похоронен в северо-западном углу паперти Успенского собора Тихвинского Богородицкого монастыря Тихвинского уезда Новгородской губернии.

## Семья
Женат на Марии Семёновне Пронской, дочери боярина Семёна Даниловича Пронского. Княгиня Прозоровская присутствовала на первой свадьбе царя Алексея Михайловича в 1648 году и сидела со стороны царицы.                                          В браке имели двух дочерей и пятерых сыновей:
- Иван Семёнович (ок. 1618 — 22.06.1670) — военачальник, боярин. Погиб при обороне Астрахани от Степана Разина.
- Пётр Семёнович Большой (ок. 1621 — 1669) — стольник с 1637 года. В 1662 году с Иваном Афанасьевичем Желябужским направлен в Англию к Карлу Английскому. В 1665 году воевода в Смоленске.
- Евдокия Семёновна (ок. 1628 — ок. 1684) — замужем за князем Яковом Куденетовичем Черкасским (ок. 1600 — 1666).
- Михаил Семёнович (ок. 1632 — 22.06.1670) — в 1663 году во Владимирском Судном приказе. С 1667 года вместе с братом Иваном и князем Семёном Ивановичем Львовым воевода в Астрахани. Погиб вместе с братом при обороне Астрахани от Степана Разина.
- Домна Семёновна (ок. 1634 — после 1682) — в первом браке за боярином Михаилом Ивановичем Морозовым, а во втором — за окольничим Иваном Севастьяновичем Хитрово.
- Пётр Семёнович Меньшой (ок. 1637 — 01.01.1691) — стал продолжателем рода, получил чин боярина, воеводы, занимался дипломатией. Воевода в Тереке в 1668—1673, в Вятке в 1677, в Киеве в 1682—1683, в Тобольске в 1684—1686, в Новгороде в 1688—1690 годы.
- Александр Семёнович (ок. 1642 — 25.01.1668) — умер молодым, был женат на княжне Анне Семёновне Щербатовой, вышедшей в 1670 году за князя Андрея Ивановича Хованского, казнённого 17-го сентября 1682 года. Потомства не имели.